# 4 ذو القعدة
- السبت
- الأحد
- الاثنين
- الثلاثاء
- الأربعاء
- الخميس
- الجمعة

- 2826 أبريل 2025
- 2927 أبريل 2025
- 3028 أبريل 2025
- 129 أبريل 2025
- 230 أبريل 2025
- 31 مايو 2025
- 42 مايو 2025
- 53 مايو 2025
- 64 مايو 2025
- 75 مايو 2025
- 86 مايو 2025
- 97 مايو 2025
- 108 مايو 2025
- 119 مايو 2025
- 1210 مايو 2025
- 1311 مايو 2025
- 1412 مايو 2025
- 1513 مايو 2025
- 1614 مايو 2025
- 1715 مايو 2025
- 1816 مايو 2025
- 1917 مايو 2025
- 2018 مايو 2025
- 2119 مايو 2025
- 2220 مايو 2025
- 2321 مايو 2025
- 2422 مايو 2025
- 2523 مايو 2025
- 2624 مايو 2025
- 2725 مايو 2025
- 2826 مايو 2025
- 2927 مايو 2025
- 128 مايو 2025
- 229 مايو 2025
- 330 مايو 2025

4 ذو القعدة أو 4 ذو القعدة الحرام أو يوم 4 \ 11 (اليوم الرابع من الشهر الحادي عشر) هو اليوم التاسع والتسعون بعد المائتين (299) من أيَّام السنة (أو الثلاثمائة لو كان شهر رمضان مُتممًا لليوم الثلاثين أو الأوَّل بعد الثلاثمائة لو أتم كلاً من صفر وربيع الآخر وجمادى الآخرة وشعبان ورمضان ثلاثين يوماً) وفق التقويم الهجري القمري (العربي). يبقى بعده 55 أو 56 يومًا لانتهاء السنة.

## أحداث
- 64 هـ - مبايعة مروان بن الحكم بالخلافة الإسلامية ليكون رابع الخلفاء الأمويين ومؤسس الخلافة الأموية الثانية (الفرع المرواني).
- 647 هـ - نشوب معركة المنصورة بين المسلمين بقيادة بيبرس البندقداري والصليبيين الذين احتلوا دمياط، وزحفوا إلى المنصورة، وقد انتصر المسلمون في هذه المعركة انتصارًا حاسمًا، عجل بهزيمة الصليبيين، واستسلام ملكهم لويس التاسع.
- 883 هـ - السلطان العثماني محمد الفاتح يستولي على مدينة إشقودرة بشمال ألبانيا والتي كانت خاضعة لحكم البنادقة.
- 1128 هـ - الأمير الألماني أوجين يستولي على قلعة طمشوار التي كانت خاضعة للعثمانيين، وهي مدينة مجرية، وتسببت سيطرة الألمان على هذه القلعة في انقطاع صلة العثمانيين بالمجر.
- 1218 هـ - قره جورجي يقود أول انتفاضة صربية ضد الدولة العثمانية.
- 1340 هـ - سلطة الانتداب الفرنسي على سوريا تعين صبحي بك بركات رئيسًا عليها.
- 1348 هـ - تنصيب هيلا سيلاسي نجاشيًّا على الحبشة.
- 1366 هـ - عصابات الهاجاناه ترتكب مجزرة في حق سكان قرية الخصاص قضاء صفد بفلسطين، وتقتل عشرة فلسطينيين.
- 1369 هـ - تعيين محمد شنيق رئيسا للوزراء في تونس، فرفض المستوطنون الفرنسيون التعاون مع حكومته.
- 1380 هـ - اجتماع في قصر السيف في الكويت بين أمير الكويت الشيخ عبد الله السالم الصباح والمقيم السياسي البريطاني في الخليج ويليام لوس والوكيل السياسي في الكويت جون ريتشموند وذلك للتفاوض بين البلدين على إلغاء معاهدة الصداقة الأنجلو-كويتية بين الكويت والمملكة المتحدة.
- 1385 هـ - اللجنة العسكرية في حزب البعث بقيادة صلاح جديد تنقلب على القيادة القومية في الحزب ومن بينهم مؤسس الحزب ميشيل عفلق ورئيس الجمهورية أمين الحافظ.
- 1401 هـ - صدور قرارات التحفظ الشهيرة التي أصدرها الرئيس المصري محمد أنور السادات ضد معارضيه من كل الفصائل الوطنية والإسلامية، وكانت المعارضة قد اشتدت ضد سياسة السادات مع إسرائيل. وشملت الاعتقالات كبار رجال الحركة الإسلامية ورؤساء الأحزاب والمفكرين والصحفيين.
- 1402 هـ - انتخاب بشير الجميل رئيسًا للجمهورية اللبنانية.
- 1425 هـ - سعد الفقيه يدعو لمظاهرات واعتصامات في السعودية تعبيرًا لمعارضته لنظام الحكم فيها.
- 1429 هـ - الرئيسان الأرمني سيرج سركيسيان والأذري إلهام علييف يوقعان في موسكو اتفاقًا للتوصل إلى حل سلمي لأزمة إقليم ناغورني قرة باغ.
- 1445 هـ - العين الإماراتي يُتوج بلقب دوري أبطال آسيا 2023–24 بعد فوزه في النهائي على يوكوهاما إف مارينوس الياباني بنتيجة 6–3 بمجموع المباراتين.

## مواليد
- 1288 هـ - أحمد لطفي السيد، مفكر وفيلسوف مصري.
- 1294 هـ - محمد إقبال، شاعر باكستاني.
- 1344 هـ - عادل المهيلمي، ممثل مصري.
- 1350 هـ - صلاح السقا، مخرج مسرحي مصري.
- 1354 هـ - فؤاد أحمد، ممثل مصري.
- 1381 هـ - محمد حسان، داعية إسلامي مصري.
- 1395 هـ - مرزوق العتيبي، لاعب كرة قدم سعودي.
- 1399 هـ - خالد سرحان، ممثل مصري.
- 1404 هـ -
  - إيبك يايلاجي أوغلي، ممثلة تركية.
  - شذى، مغنية وممثلة مصرية.
- 1406 هـ - نورة حسين، ممثلة ومذيعة كويتية.

## وفيات
- 656 هـ - البهاء زهير، شاعر مسلم.
- 1385 هـ - ثريا فخري، ممثلة مصرية.
- 1419 هـ - محمد محمد صادق الصدر، مرجع ديني شيعي عراقي.
- 1426 هـ - ألفريد فرج، كاتب مسرحي مصري.
- 1429 هـ - أحمد الميرغني، رئيس السودان.
- 1435 هـ - أنطوان القوال، شاعر وباحث وعالم أدبي لبناني.

## وصلات خارجية
- موقع قصة الإسلام: حدث في شهر ذو القعدة.